# Meister von Rieden
Der Meister von Rieden (auch Meister des Retabels von Rieden) war ein spätgotischer Bildschnitzer, der um die Mitte des 15. Jahrhunderts in den Südniederlanden in Brüssel oder Löwen eine Werkstatt betrieb. Der Meister und seine Werkstatt produzierten Schnitzaltäre für den Export.
Seinen Notnamen erhielt er nach dem Marienretabel aus der Marienkirche in Rieden.

## Werke
- Marienretabel aus Rieden, Stuttgart, Württembergisches Landesmuseum Inv. 6651
- Vermählung Mariä, Fragment eines Altars, Brüssel, Königliche Museen der Schönen Künste Inv. 2455[1]
- Marienretabel, Funchal, Museum «Quinta das Cruzes»[2]
- Maria mit Kind, Löwen, Stedelijk Museum Inv. C/77[3]